# Меморіальний музей та бібліотека Неру
Меморіальний музей та бібліотека Неру (англ. The Nehru Memorial Museum & Library (NMML) — музей та бібліотека у Нью-Делі, Індія, мета якого — зберегти та відтворити історію індійського руху за незалежність. Розташований на території резиденції першого прем'єр-міністра Індії — «Teen Murti House». Автономна установа. під егідою Міністерства культури Індії та був заснований у 1964 році після смерті першого прем'єр-міністра Індії — Джавахарлала Неру. Музей сприяє дослідженням сучасної історії. Сьогодні меморіальний музей Неру є провідним світовим ресурсним центром, і його архіви містять велику частину праць Махатми Ґанді, не кажучи вже про особисті папери С.Раджагопалачарі, Б. С. Роя, Джаяпракаша Нараяна, Чарана Сінгха, Сароджіні Найду й Раджкумара Амрита Каура. У березні 2010 року запустили проект з оцифрування архівів музею, у рамках якого було проскановано 867 тис. сторінок манускриптів та 29 807 фотографій, а також 500 тис. сторінок було завантажено на головний сайт бібліотеки. Серед визначних публікацій NMMK є «Вибрані роботи» Джавахарлала Неру, «Людина долі» Раскіна Бонда, «Антологія Неру» (1980).

Меморіальний музей та бібліотека Неру протягом багатьох років підтримували індійських науковців та істориків за допомогою стипендіальної програми. «Меморіальне товариство Неру» профінансувало кількох найкращих індійських академіків, таких як Рамачандра Гуха. Також це одна з найкращих бібліотек у Делі для соціальних наук, оскільки вона має вагому колекцію матеріалів з питань праці, зокрема докторських дисертацій, звітів, книжок, журналів та газет.

## Огляд

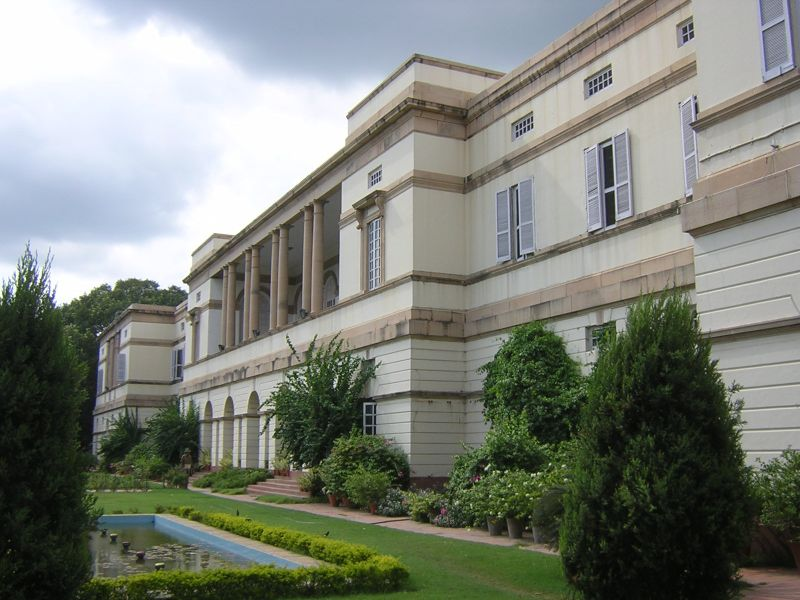
Будівля меморіального музею та бібліоткеки Неру

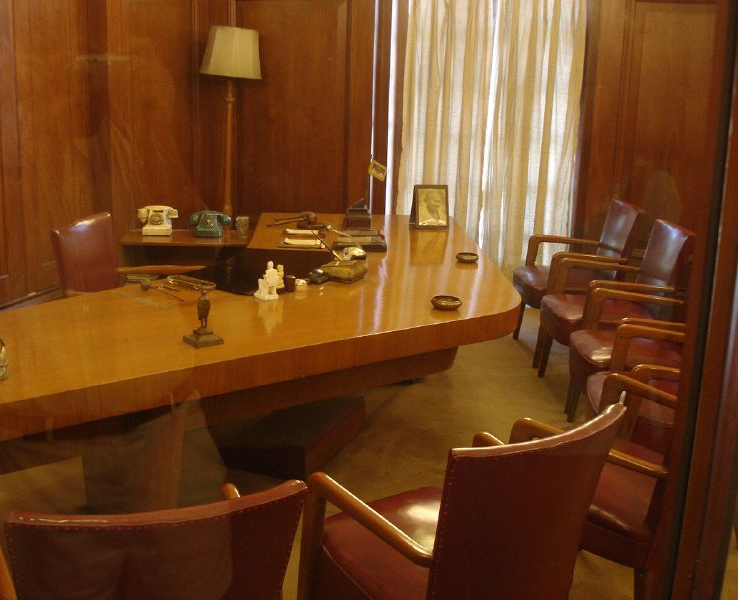
Робочий кабінет першого прем'єр-міністра Індії

Меморіальний музей та бібліотека Неру відомі як бхаван для підлітків у Мурті (скульптор — Леонард Дженінгс з Британії). Його було спроектовано відомим Робертом Тором Расселом, який також створив проекти Коннотського палацу та кількох частин Джанпату. До того архітектор побудував три статуй на честь трьох індійських князівств, (а саме: Джодхпур, Хайдарабад і Майсур). Будівництво споруди на 30 акрів почалося в 1929 році та зайняло 1 рік до завершення. Це шедевр британської та французької архітектури та деревообробки. Спочатку відомий як Флегстафський будинок, британська влада використовувала його як резиденцію головнокомандувача. Після здобуття незалежності будинок став резиденцією Джавахарлала Неру (1889—1964) — першого прем'єр-міністра Індії. Після його смерті в 1964 році було вирішено переобладнати її в музей та бібліотеку, яка просувала б дослідження в історії Індії з особливим акцентом на епосі Неру.

Меморіальний музей та бібліотеку Неру відкрили 1 квітня 1966. Спочатку музей був організований у східному крилі, а бібліотека — у західному крилі видовженої будівлі. Бал Рам Нанда став його засновником та був директором протягом 17 років. Він одержав звання «the Padma Vibhushan» у 2003 році. З плином часу та швидким зростанням матеріалу для досліджень в бібліотеці стало бракувати місця, тому була побудована ексклюзивна будівля бібліотеки. Вона була офіційно відкрита президентом В. В. Гірі в січні 1974 року. Хоча стабільне зростання обсягу матеріалу, необхідного для досліджень, надалі спричинило необхідність додаткової прибудови, яка була завершена в 1989 році. Центр сучасних студій був створений у цій будівлі як новий відділ у 1990 році. 

Для святкування Дня заснування меморіального музею та бібліотеки Неру організовують щорічну лекцію 1 квітня, яка називається «Лекція до дня заснування меморіального музею ім. Джавахарлала Неру». «Планетарій Неру» також є частиною (відомий серед місцевих жителів). Крім того, велика робота проводиться також у сфері ознайомлення людей з цим місцем, особливо дітей, які вважаються найближчими до Джавахарлала Неру, про що свідчить ними дане йому ім'я «Чача Неру». У бібліотеці також є архів приватної кореспонденції між Неру та Едвіною Моунтбаттен, дружиною лорда Моунтбаттена, але він в обмеженому доступі.
«Центр сучасних студій» був створений як відділ прогресивних досліджень в 1990 та розташований у прибудові. NMML узяла на себе витрати «Планетарію Неру» з «Меморіального фонду Неру» в 2005.

## Меморіальна цифрова бібліотека Неру
Колекція манускриптів, історичних документів та інших архівних матеріалів меморіального музею Неру та бібліотеки (NMML) стали доступними онлайн після оцифрування за допомогою HCL інформаційних систем, яке почалося у 2010 році. До травня 2011 року Міністерство культури, завдяки цьому проекту, оцифрувало 50 колекцій манускриптів, 834 записи інтерв'ю, 29 802 фотографії, понад сто тисяч зображень газети Амріти Базар Патріки (1905—1938). Загалом цифрових документів понад дев'ять мільйонів.

## Меморіальний фонд ім. Джавахарлала Неру
Меморіальний фонд Джавахарлала Неру (JNMF) був заснований у Нью-Делі 17 серпня 1964 під головуванням д-ра С.Радхакришнана, на той час секретаря тодішнього президента Індії Індіри Ґанді. Фонд нагороджував «Стипендіями ім. Дж. Неру» з 1968 року, а також «Стипендіями для навчання в аспірантурі в Індії й за кордоном», ініційованих Міністерством розвитку людських ресурсів з 1993 року, а також організовує «Щорічну лекцію ім. Дж. Неру» напередодні дня народження Джавахарлала Неру (14 листопада). Він також просуває або фінансує ряд установ, у тому числі Ананд Бхаван, Джавахарський планетарій і Джавахарлала Бал Бхаван, все в комплексі Ананд Бхаван, в Аллахабад.

## Полеміка
У 2009 кілька відомих вчених, таких як Рамачандра Гуха, Саміт Саркар, Ніведіта Менон, Наянджот Лахірі, Мушірул Хасан, Мукул Кесаван, Махеш Ранджараджан і Крішна Кумара, стверджували, що установа працює в неефективній і корумпованій системі. Вони відзначили, що NMML припинила свою програму публікацій та зупинила свою діяльність. У свою чергу, письменник і активіст Мадху Кішвар, еколог Прадіп Кішен та історики Ірфан Хабіб і Ду Джа підтримали NMML і його директора Мрідулу Мукхерджі.